# Chamaesphecia palustris
Chamaesphecia palustris is een vlinder uit de familie wespvlinders (Sesiidae), onderfamilie Sesiinae.
De wetenschappelijke naam van de soort is voor het eerst geldig gepubliceerd door Kautz in 1927. De soort komt voor in het Palearctisch gebied.